# Bernstorff
Bernstorff – stara niemiecko-duńska rodzina arystokratyczna. Jej praojczyzną była Meklemburgia. Ród ten wydał wiele osobistości polityki duńskiej i niemieckiej.

## Galeria

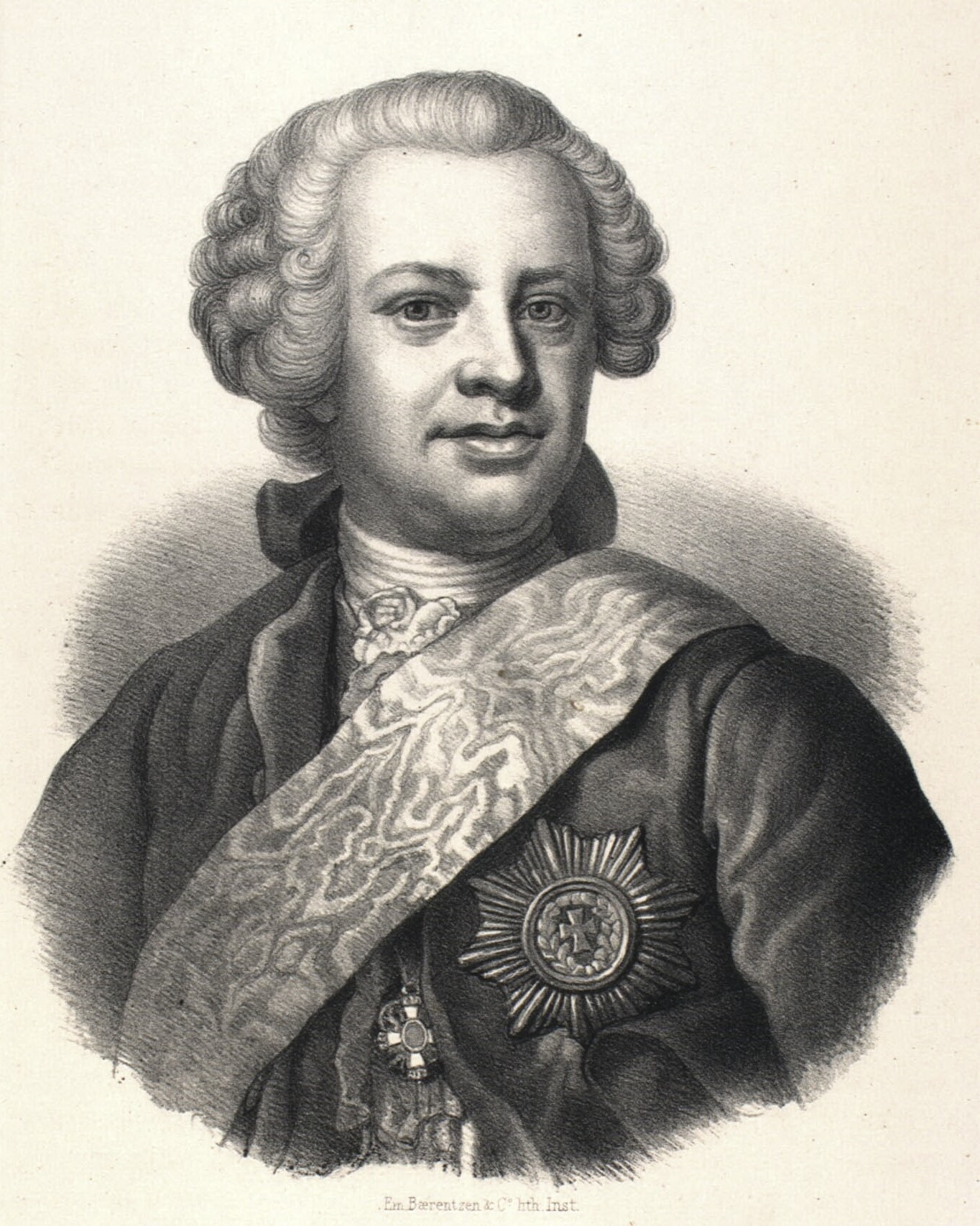
Johann Hartwig Ernst von Bernstorff
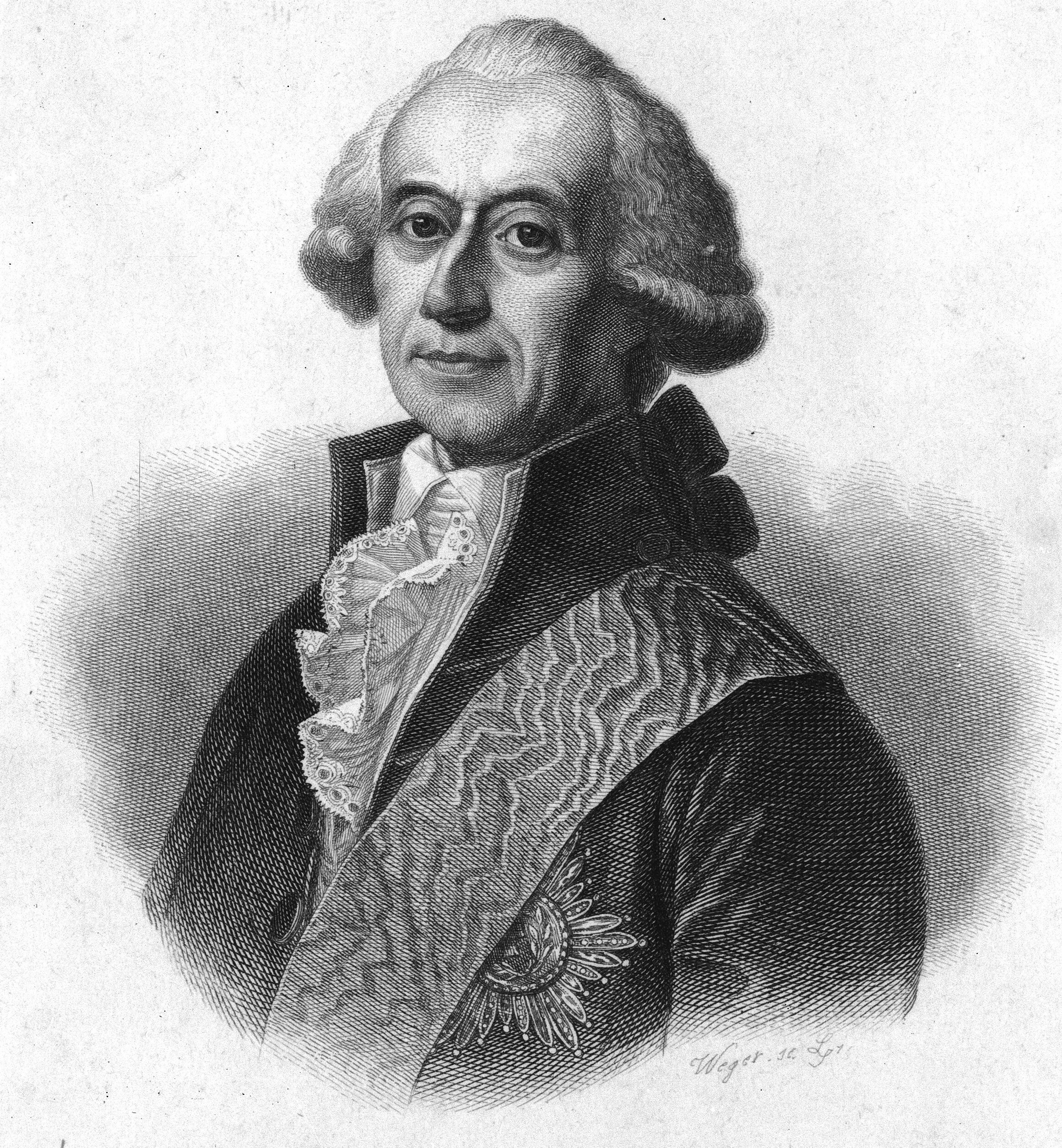
Andreas Peter Bernstorff
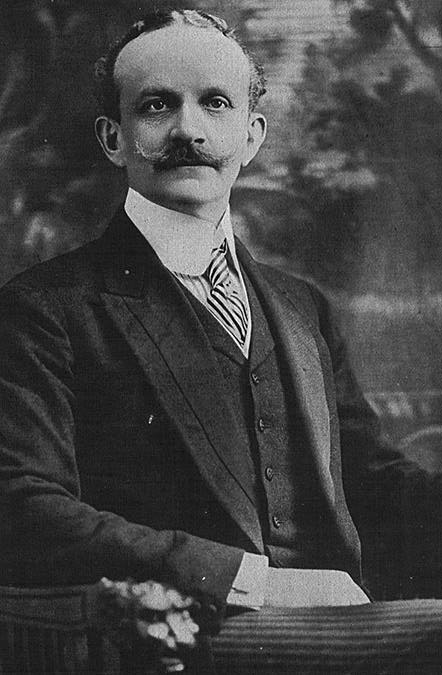
Johann Heinrich von Bernstorff

## Członkowie rodu
- Andreas von Bernstorff (1604–1655), dworzanin i dyplomata.
- Andreas Gottlieb von Bernstorff (1640-1726) minister hanowerski, dziadek Johanna Hartwiga Ernsta von Bernstorffa.
- hrabia Johann Hartwig Ernst von Bernstorff (1712-1772) duński mąż stanu, wuj Andreasa Petera Bernstorffa.
- hrabia Andreas Peter Bernstorff (1735-1797) duński mąż stanu, ojciec Christiana Günthera von Bernstorffa
- Christian Günther von Bernstorff (1769-1835) duński i pruski mąż stanu i dyplomata.
- hrabia Joachim Frederik Bernstorff (1771-1835) duński mąż stanu.
- Andreas Bernstorff (1811-1864), duński dowódca wojskowy.
- Johann Heinrich von Bernstorff (1862-1939) niemiecki polityk.